# Nils Kellgren
Nils Kellgren (i riksdagen kallad Kellgren i Bromma), född 6 januari 1915 i Ekeby, Malmöhus län, död 23 mars 1992 i Uppsala, var en svensk journalist och socialdemokratisk politiker.

## Biografi
Kellgren föddes i en prästfamilj och tog sin filosofie kandidatexamen 1938. Han arbetade därefter för Arbetsmarknadskommissionen 1940–1947.
Han var ekonom i Landsorganisationen (LO) 1947–1958 och under åren 1959–1968 ledamot av riksdagens andra kammare, invald i Stockholms stads valkrets.
Han var byråchef i Arbetsmarknadsstyrelsen (AMS) 1969–1971 och arbetade därefter som frilansjournalist i Genève.